# 异叶溲疏
异叶溲疏（学名：Deutzia heterophylla），为虎耳草科溲疏属下的一个植物种。